# Fly (album de Yoko Ono)
Pour les articles homonymes, voir Fly.
Albums de Yoko Ono
Yoko Ono/Plastic Ono Band
(1970) Some Time in New York City
(1972)
Singles
1. Mrs. Lennon
Sortie :  29 septembre 1971
 29 octobre 1971
2. Mind Train
Sortie :  21 janvier 1972

Fly est le deuxième album solo de Yoko Ono, produit par elle-même et John Lennon. 
Publié le 20 mars 1971 aux États-Unis et le 3 décembre 1971 au Royaume-Uni, Fly culmine à la 199e place du Billboard.

## Enregistrement
L'album est enregistré en même temps que l’album de Lennon Imagine. Yoko dut ré-enregistrer sa voix sur Open Your Box, le 4 mars 1971, aux studios d'Abbey Road, après qu'un directeur d'EMI eut qualifié les paroles de « mauvais goût ».
"Will You Touch Me" est enregistré pour la première fois lors des sessions de Fly et une nouvelle version sera publié sur Season of Glass en 1981 . La maquette de cette chanson a été incluse dans la réédition Rykodisc de Fly en 1998.

## Liste des chansons
Toutes les chansons sont écrites par Yoko Ono.
| No  | Titre                                                                  | Auteur   | Producteur(s)    | Durée |
| --- | ---------------------------------------------------------------------- | -------- | ---------------- | ----- |
| 1.  | Midsummer New York                                                     | Yoko Ono | John Lennon, Ono | 3:51  |
| 2.  | Mind Train                                                             | Ono      | Lennon, Ono      | 16:52 |
| 3.  | Mind Holes                                                             | Ono      | Lennon, Ono      | 2:47  |
| 4.  | Don't Worry Kyoko (Mummy's Only Looking for Her Hand in the Snow) (en) | Ono      | Lennon, Ono      | 4:55  |
| 5.  | Mrs. Lennon (en)                                                       | Ono      | Lennon, Ono      | 4:12  |
| 6.  | Hirake                                                                 | Ono      | Lennon, Ono      | 3:31  |
| 7.  | Toilet Piece/Unknown                                                   | Ono      | Lennon, Ono      | 0:30  |
| 8.  | O'Wind (Body Is the Scar of Your Mind)                                 | Ono      | Lennon, Ono      | 5:22  |
| 9.  | Airmale                                                                | Ono      | Lennon, Ono      | 10:43 |
| 10. | Don't Count the Waves                                                  | Ono      | Lennon, Ono      | 5:24  |
| 11. | You                                                                    | Ono      | Lennon, Ono      | 8:59  |
| 12. | Fly                                                                    | Ono      | Lennon, Ono      | 22:52 |
| 13. | Telephone Piece                                                        | Ono      | Lennon, Ono      | 0:37  |

| 14. | Between the Takes                 | Ono | Ono, Lennon | 1:58 |
| 15. | Will You Touch Me (acoustic demo) | Ono | Ono, Lennon | 2:45 |

## Fiche technique

### Interprètes
- Yoko Ono : chant, claves (Airmale, Don't Count the Waves)
- John Lennon : guitare, piano, orgue
- Eric Clapton : guitare (Don't Worry, Kyoko)
- Chris Osborne : guitares, dobro (Midsummer New York, Mind Train)
- Klaus Voormann : basse, guitare (Mrs. Lennon), cymbales (O'Wind), percussion (Don't Count the Waves)
- Bobby Keys : claves (O'Wind)
- Jim Keltner : batterie, tabla, percussion
- Ringo Starr : batterie (Don't Worry, Kyoko)
- Jim Gordon : batterie (Hirake), tabla (O'Wind)